# Ctesibius
Ctesibius (sau Ktesibios, în greacă: Κτησίβιος) a fost un inventator grec care a trăit în Alexandria prin secolul al III-lea î.Hr.
I se atribuie diverse invenții, printre care: pompa de incendiu cu doi cilindri și ceasornicul cu apă.
Este considerat fondatorul pneumaticii și a fost primul director al Muzeului din Alexandria.